# Station Sumina Wieś
Station Sumina Wieś is een spoorwegstation in de Poolse plaats Sumina.